# Oenoptera acidalica
Oenoptera acidalica är en fjärilsart som beskrevs av George Francis Hampson 1910. Oenoptera acidalica ingår i släktet Oenoptera och familjen nattflyn. Inga underarter finns listade i Catalogue of Life.